# Oshima (półwysep)
Oshima (jap. 渡島半島 Oshima-hantō) – najdalej na południe wysunięta część wyspy Hokkaido w Japonii. Na jego obszarze znajdują się podprefektury Oshima i Hiyama.

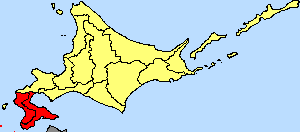

Na południu półwysep rozdziela się, tworząc półwysep Matsumae (zachodni) oraz półwysep Kameda (wschodni).
Znajduje się tu Quasi-Park Narodowy Ōnuma.